# Passandra uniformis
Passandra uniformis is een keversoort uit de familie Passandridae. De wetenschappelijke naam van de soort werd in 1876 gepubliceerd door Charles Owen Waterhouse. De kever is uniform zwart. De soort komt voor in het zuiden van India.